# Vincent Corpet
Vincent Corpet est un artiste peintre conceptuel contemporain français né le 20 mars 1958 à Paris. Il vit et travaille à Paris.

## Biographie
Né le 20 mars 1958 à Paris, Vincent Corpet est issu d’une famille parisienne dont l’histoire est attestée depuis le début du XVIIe siècle.
Il a vingt ans, en mars 1978, lorsqu'il « décide de devenir artiste » et concrétise cette décision en entrant aux Beaux-Arts de Paris (ENSBA) en 1979. Pressé, il obtient le diplôme supérieur d'arts plastiques (DSAP) et quitte l'école après seulement deux années d'études, en 1981.
Corpet indique avoir peint et signé son premier tableau, intitulé Pour le renouveau du bien être, le 8 juin 1982. Il précise qu'il s'agit du seul tableau à avoir un nom et à porter sa signature.

## Expositions individuelles et collectives (sélection)

### Années 1980
- 1982 : Vincent Corpet, galerie Mesdames-Messieurs Montpellier
- 1983 :
  - Figures imposées, collective, ELAC, centre d'échange de Perrache, Lyon
  - Exercices de Styles, collective, commissaire Jérôme Sans, galerie Trans/form, Paris
  - New French Painting, collective et itinérante, Londres, Oxford, Southampton et Édimbourg
- 1984 : Vincent Corpet, galerie RC des Fossés, Saint-Étienne
- 1985 : Vincent Corpet, Marc Desgrandchamps, Pierre Moignard, commissaire Fabrice Hergott[4], Maison de la culture[5] et de la communication (MCC), Saint-Étienne
- 1987 : 
  - 1968-1986 Made in France, collective, fondation du château de Jau
  - Voies diverses, collective, Centre Georges-Pompidou, Paris ; Vincent Corpet, Marc Desgrandchamps, Pierre Moignard, commissaire Fabrice Hergott, galeries contemporaines du Musée national d'Art moderne, Centre Georges-Pompidou, Paris
- 1989 : La Passion, collective, itinérante, Paris, Dunkerque…

### Années 1990
- 1990 : 
  - Objet, exposition collective, boulevard du Montparnasse, Paris
  - Bewegungen, exposition collective, BASF, Ludwigshafen
- 1991 : 
  - Vincent Corpet, exposition itinérante au Liban, Beyrouth, Beiteddine, Tripoli, Sidon, Zahlé
  - Bataille : Georges Bataille une autre histoire de l'œil, commissaire Didier Ottinger, musée Sainte-Croix des Sables-d'Olonne[6]
  - Mouvement 1, galeries contemporaines, Centre Georges-Pompidou, Paris
- 1992 : 
  - Singularités, exposition collective, galerie Marwan Hoss, Paris
  - Les Pictographes, exposition collective, musée Sainte-Croix des Sables-d'Olonne
  - Vincent Corpet - Analogies, l’Autre Musée, Bruxelles
  - Vincent Corpet - Analogies, hall du palais des congrès de Paris
- 1993 : Vincent Corpet, galerie Lambert-Rouland, Paris
- 1994 : Vincent Corpet, 602 dessins d’après les 602 passions des « Cent-vingt journées de Sodome » de DAF de Sade, École nationale supérieure des beaux-arts, Paris
- 1995 : 
  - Biennale de Venise
  - Masculin-Féminin, le sexe de l’art, Centre Georges-Pompidou Paris, Mnam-Grande Galerie
  - Vincent Corpet, galerie Daniel Templon, Paris
- 1996 : Vincent Corpet, galerie Daniel Templon, Paris
- 1997 : 
  - L’autre, 4e biennale d’art contemporain de Lyon
  - 25 ans d'art contemporain à travers la collection d'Yves Michaud mise en dépôt pour dix ans au musée de Céret, musée d'art moderne de Céret
  - Vincent Corpet, galerie Barbara Farber, Amsterdam
- 1998 : 
  - Enfantillages, galerie Daniel Templon, Paris
  - Vincent Corpet peintures, Le Manoir, Cologny
  - Vincent Corpet enfantillages, galerie Charlotte Moser, Genève

### Années 2000
- 2000 : 
  - Vincent Corpet, hôpital académique de Nimègue, Pays-Bas
  - Body and Existence, exposition collective, Arken Museum of Modern Art, Danemark
  - Vincent Corpet, galerie des Ponchettes, Nice
- 2001 : 
  - Vincent Corpet, Analogies, musée Frissiras, Athènes
  - Parade, exposition collective, São Paulo. Brésil
  - La Matrice et ses nœuds, galerie Charlotte Moser, Genève
- 2002 : 
  - Vincent Corpet, musée Marc-Chagall, Nice
  - La Matrice et ses nœuds…, Galerie Daniel Templon, Paris
  - Vincent Corpet, Analogies, Musée d'art moderne de Saint-Étienne
  - Vincent Corpet, Centre d'art contemporain de Meymac.
- 2003 : Vincent Corpet, Marc Desgrandchamps, Stéphane Pencréac'h, Djamel Tatah, galerie Metropolis[7], Lyon
  - Nouvel accrochage du MNAM, exposition collective, centre Georges-Pompidou. Paris
  - Expo de mémoire, Le Fresnoy
- 2005 : 
  - Vincent Corpet Analfabet, maison des Arts Le Grand-Quevilly
  - Grostexte de Vincent Corpet, Centre d'art contemporain, Cajarc
- 2006 : 
  - La Force de l'art, galeries nationales du Grand Palais, Paris
  - Peinture Malerei, Gropius Bau, Berlin
  - Hautnach, collection Jean et Christina Mairet, Berlin
- 2007 : Same Player Shoot's Agen, àcentmètreducentredumonde, Perpignan
- 2008 : Sans Commentaire, centre François-Mitterrand, Périgueux
- 2009 :
  - Work in Progress…, Galerie municipale Julio-González, Arcueil
  - Une image peut en cacher une autre, exposition collective, Galeries nationales du Grand Palais, Paris

### Années 2010
- 2010 : 
  - 19, exposition collective, Mazel Galerie, Bruxelles
  - Fuck Maitre, galerie Charlotte Moser, Genève
  - À la plage et en ville, MAMAC, galerie des Ponchettes[8], Nice
  - Ah Muses ! Ah Musée !, galerie Hélène Trintignan, Montpellier
- 2011 : 
  - Face à faces, Mazel Galerie, Bruxelles
  - M.A.L.E.N.T.E.N.D.U, Les Salaisons, Romainville
  - Massacre of the innocents, galerie Jerôme Ladiray, Londres
- 2012 : 
  - The French connection, Museum Het Valkhof, Nimègue, Pays-Bas
  - Art Paris Art Fair, Duo Show avec l'artiste Quentin Garel, Mazel Galerie, Grand Palais, Paris
  - Fuck Maîtres, àcentmètreducentredumonde[9], Perpignan
- 2013 : 
  - Corpet arpente le musée Rigaud, musée Hyacinthe-Rigaud[10],[11], Perpignan
  - Vincent Corpet, vit au long d'Ingres, musée Ingres[12], Montauban
  - Vincent Corpet, « Fuck Maîtres », Mazel Galerie, Bruxelles[13]
- 2014 : 
  - Le Sardanapale de Vincent Corpet, musée national Eugène-Delacroix
- 2015 : 
  - Picasso-Mania (commissaire général : Didier Ottinger), galeries nationales du Grand Palais[14]
- 2017
  - « Deus Sive Natura », galerie Bertrand Grimont, Paris
  - Le Massacre des innocents, Château de Chantilly, Chantilly. Laurent Le Bon

### Années 2020
- 2020 : 
  - Corpet/Corp(u)s, 24Beaubourg, Paris, Agnès Callu
- 2021 :
  - Fatras, Château de Jau, Cases-de-Pène, Sabine Dauré
- 2022 :
  - Fatras II, Château de Jau, Cases-de-Pène, Sabine Dauré
  - DÉsMESURES, Musée de l’abbaye Saint-Croix, Les Sables-d'Olonne, Gaëlle Rageau[15],[16].

## Collections publiques
- Caisse des dépôts et consignations PACA 1993
- Fonds national d'art contemporain (FNAC), 1982, 1989, 1995
- Fonds régional d'art contemporain (FRAC), Franche-Comté, 1991
- Fonds régional d'art contemporain (FRAC), Île-de-France, 1991, 1992, 1996
- Fonds régional d'art contemporain (FRAC), Rhône-Alpes, 1984
- Musée des Beaux-Arts de Dunkerque, 1987
- Musée national d'Art moderne, 1987, 2003
- Musée d'Art moderne et contemporain de Saint-Étienne Métropole, 1987, 2003
- Musée d'Art moderne de Paris, 2001
- Musée d’Art moderne et contemporain, de Strasbourg, 2016
- Musée de l'abbaye Sainte-Croix, Les Sables-d'Olonne, 2019
- Musée Ingres, Montauban, 2021

## Publications

### Livres d'artiste
- Les Sonnets luxurieux : Pierre l'Arétin (Trad. Paul Larivaille, Présentation Didier Ottinger, dessins de Vincent Corpet), Paris, Deyrolle, 1991, 117 p. (BNF 36203544).
- Sous la dir. artistique de Philippe Ducat, Sade–Corpet : 602 dessins d’après les 602 passions racontées par les 4 historiennes des 120 journées de Sodome de D.A.F. de Sade, Paris, éditions Le Massacre des Innocents, 1995  (ISBN 2-9509080-0-4)
- Jeu de tarot - Cartes de Vincent Corpet, Jeu de tarot de 78 cartes dessinées par Vincent Corpet d'après une série de peintures réalisées en 2010[17].

### Article
- « Jacques Perry : écrivain préservé par l'oubli », Art Press, no 424,‎ juillet-août 2015, p. 72-75 (présentation en ligne).

#### Catalogues
- Vincent Corpet, Marc Desgrandchamps, Pierre Moignard, préface de Bernard Ceysson, textes de Fabrice Hergott et Didier Ottinger, édité à l'occasion de l'exposition collective dans les galeries contemporaines du musée national d'Art moderne, Centre Georges-Pompidou, Paris, 1987, 63 p.
- Didier Ottinger (dir.), Bataille : Georges Bataille une autre histoire de l’œil : mars-juin 1991 (catalogue exposition, avec des textes de Michel Surya, Chaké Matossian, Daniel Dobbels, Jean-Michel Alberola, Jacques Henric, Jean-Louis Baudry, Bernard Marcadé et Sylvia Colle-Lorant, et des ouvrages de Georges Batailles, accompagnés d'œuvres, de Jean-Michel Alberola, Francis Bacon, Balthus, Hans Bellmer, Vincent Corpet, Max Ernst, Jean Fautrier, Alberto Giacometti, Pierre Klossowski, Willem de Kooning, André Masson, Joan Miró, Malcolm Morley, Pablo Picasso, François Rouan, et Dorothea Tanning), Les Sables-d'Olonne, Musée de l'abbaye Sainte-Croix des Sables-d'Olonne, coll. « Cahiers de l'Abbaye Sainte-Croix » (no 69), février 1991, 110 p. (BNF 35530622).
- Vincent Corpet : enfantillages, texte de Catherine Millet, crédit photographique André Morain, traduction (en) Charles Penwarden, catalogue édité à l'occasion de l'exposition à la galerie Daniel Templon, Paris, du 12 septembre au 21 octobre 1998, 12 p.
- Vincent Corpet : analogies, collectif, conception graphique Philippe Ducat, trad. anglaise (en) par Vivian Rehberg, coédition musée d'art moderne de Saint-Étienne et Somogy éditions d'art, 6 mars 2002  (ISBN 2-85056-530-X). (Ce catalogue présente un « dialogue à plusieurs voix » entre l'auteur et Jacques Beauffet, Philippe Dagen, Philippe Ducat, Jacques Henric, Richard Leydier, Jean Mairet, Catherine Millet, Jean-François Mozziconnacci, Francis Picabia, Amélie Pironneau et Michel Poivert ; commentaire, présentation éditeur.)
- Vincent Corpet : vit au long d'Ingres, textes de Florence Viguier-Dutheil et Amélie Pironneau, catalogue édité à l'occasion de l'exposition au musée Ingres de Montauban, du 5 juillet à fin octobre 2013, éditions Lienart, 2013  (ISBN 2359060988), 96 p.
- vincent CORPET – Une polygraphie de l’austère jouissance, 2020
- Vincent Corpet (textes) et Philippe Ducat (conception graphique), DÉsMESURES, Les Presses du réel, 2022, 124 (120 ill.) (ISBN 978-2-913981-76-8, lire en ligne).

#### Articles
- Didier Ottinger, « Des Nus Vite », Art Press, no 154,‎ 1991.
- Philippe Dagen, « Vincent Corpet, l'obsession du regard », Le Monde,‎ 1 et 2 septembre 1991.
- Philippe Dagen, « Analogies », dans Le Monde, 3 juin 1992
- Jean Clair, « Deux, trois choses autour des peintures de Vincent Corpet », dans art press, no 194, 1994
- Éric Sucher, « Vincent Corpet, portrait », dans Beaux Arts magazine, no 127, 1994
- Philippe Dagen, « Six cents dessins pour Sade », dans Le Monde, 5 octobre 1994
- Philippe Sollers, « Le Sade de Corpet », dans Le Monde, 24 mars 1995
- Jean-Louis Pinte, « Ma peinture est aveugle », dans Le Figaroscope, 10-16 mai 1995
- Philippe Carteron, « Précis de Décomposition », dans Le Nouvel Observateur, 25-31 mai 1995
- Anne Bertrand, « Choc opératoire », dans Les Inrockuptibles, 10-16 mai 1995
- Dominique Blanc, « Position d'exposition : Vincent Corpet », dans Connaissance des arts, novembre 1995, p. 66-67
- Vincent Corpet, « Le XXIe siècle c'est moi, vieux ! », dans Le Monde, mai 1996, p. 26-27
- Philippe Dagen, « Vincent Corpet », dans Le Monde, 5-6 mai 1996
- Bruno Foucart, « Corpet Vincent : L'encyclopédiste du regard », Connaissance des arts, no 532 hors série « Fiac : édition 96 - Nara : le temple du Kôfukuji - Jean Steen »,‎ octobre 1996, p. 94-99En couverture, 4 portraits 24 × 32 par Vincent Corpet ; l'article est une interview.
- Richard Leydier, « Vincent Corpet », Art Press, no 249,‎ novembre 1998, p. 73.
- Philippe Lançon, « À rebrousse-toiles : les reproductions irrévérencieuses de Vincent Corpet », cahier été, Libération, 21 et 22 juillet 2012 pp.
- Adrien Goetz, « Vincent Corpet - Vit au long d’Ingres », Le Figaro,‎ 4 juillet 2013, p. I-III.
- Philippe Ducat, « Vincent Corpet les formes de l'univers », Artpress, no 490,‎ juillet/août 2021, p. 62-67.
- Amélie Adamo, « Vincent Corpet au Kaléidoscope », L’oeil, no 760,‎ décembre 2022, p. 60 à 64.